# 由紀さおり
由紀 さおり（ゆき さおり、本名・旧芸名：安田 章子（やすだ あきこ）、1946年11月13日 - ）は、日本の歌手、タレント、女優、ナレーター。田辺エージェンシー・安田音楽事務所所属。
少女時代から姉（安田祥子）とともに童謡歌手として活躍。1969年、東芝音楽工業より「夜明けのスキャット」で現在の芸名で再デビューし150万枚の大ヒットとなった。1970年には、「手紙」も6週連続1位、1970年度年間6位となる大ヒットになり、第12回日本レコード大賞の歌唱賞を受賞。国際的な知名度が高く、2011年に世界50ヵ国以上でCD発売・デジタル配信され、2011年11月2日付のiTunesジャズ・チャート及びカナダiTunesチャート・ワールドミュージックで1位獲得するなど、世界的に高く評価されている歌手である。シンガー・ソング・コメディアンを自称。姉は声楽家の安田祥子で、二人で録音することや、同じステージに立つこともある。

## 経歴
ひばり児童合唱団出身。
洗足学園第一高等学校を経て、洗足学園短期大学英文科卒業。

### 安田章子としてデビュー
群馬県桐生市に生まれたが、3歳で横浜市へ移る。少女時代から姉の安田祥子と共に本名の「安田章子」名義で童謡歌手として活躍。1965年にキングレコードから本名名義で「ヒッチハイク娘」にて歌謡曲の歌手としてデビューするが、ヒットに恵まれず停滞の時代に入る。童謡歌手時代からの仕事であるCM曲やテレビ・ラジオ主題歌の吹き込みや、「大人の世界を歌えるように」という修行の意味合いもあったキャバレー・ナイトクラブへの出演を行いながら雌伏の時を過ごす。

### 由紀さおりとして再出発
1969年、東芝音楽工業（現・ユニバーサル ミュージック EMI Records Japanレーベル）より再デビュー作となった「夜明けのスキャット」が発売される。元々TBSラジオの深夜ラジオ番組「夜のバラード」のOPとして制作され、当初はレコード化の予定はなかったが、リスナーからの問い合わせが相次ぎシングルリリースが企画された。しかし由紀は歌手活動で失敗した過去に対する懸念と自らの結婚を控えていた事情もあり再デビューに消極的だったが、新たに歌詞が書き下ろされる間にいずみたくらが説得してレコーディングが実現した。大ヒットとなった「夜明けのスキャット」は、最終的には150万枚のミリオンセラーとなり、この年の暮れには「第20回NHK紅白歌合戦」で念願だったNHK紅白歌合戦初出場を果たす（以降1978年・第29回まで10年連続出場）。
当時、新番組として準備されていた『サザエさん』のスタッフは由紀に主題歌の歌唱を依頼するつもりだったが、「夜明けのスキャット」での再デビューの時期と重なり、断念したという。
翌1970年には、「手紙」も6週連続1位、1970年度年間6位となる大ヒットになり、第12回日本レコード大賞の歌唱賞を受賞した。その後も「生きがい」「故郷」「ルーム・ライト (室内灯)」「挽歌」「ふらりふられて」「う・ふ・ふ」「トーキョー・バビロン」などの歌謡曲を世に送り出し、その確かな歌声は「酔い覚ましの清涼剤」との評価を受けた。
1973年2月11日、広島市で行われた営業イベントの最中、客席から投げ込まれた紙テープの芯のようなものが額に当たり、5針縫うケガを負う。
同年末、「恋文」で第15回日本レコード大賞最優秀歌唱賞を受賞した。

### コメディエンヌ（喜劇）・女優・司会など
歌手としての人気の一方、タレント性を見込まれ、バラエティー番組に多数出演した。特に『8時だョ!全員集合』で共演したいかりや長介からの薫陶を受けコメディエンヌとしての才能も開花し、『ドリフ大爆笑』においてはゲストとして最多の出演数となり、コントの「オチ」を任せられるなど主にいかりやの相方として準レギュラーに近い立場となった。
1995年から2006年にかけては『コメディーお江戸でござる』や『道中でござる』にも準レギュラー出演し、伊東四朗と息の合った掛け合いを見せた。
1980年代にはテレビ司会者・タレント・女優としての活躍も目立ち、彼女のマルチな才能がさらに発揮されていく。1982年には『おもしろサンデー』へ桂文珍と共に司会として出演。1983年には松田優作主演の『家族ゲーム』でお惚けな母親役を演じ、第7回日本アカデミー賞で、優秀助演女優賞を受賞、1987年には朝の連続テレビ小説『チョッちゃん』で主人公の母親役を演じ、流暢な方言を披露した。

### 姉との歌手活動など
1985年には童謡アルバム『あの時、この歌』を発表し、1986年より姉・安田祥子と共に童謡コンサートをスタートさせ、徐々に歌手活動に再び重点を置くようになる。同年の暮れには第28回日本レコード大賞企画賞を受賞、童謡ブームの火つけ役となる。1987年には「第38回NHK紅白歌合戦」に出場。NHK紅白歌合戦に9年ぶりに復帰し、以降2001年の「第52回NHK紅白歌合戦」まで紅白の常連として出演した。なお、1992年・第43回では自身唯一の紅組トリを務めている。また2000年には、映画『ドラえもん のび太の太陽王伝説』の主題歌「この星のどこかで」を、安田と共に歌っている。
実姉の安田とのレパートリーは童謡・唱歌に留まらず、オリジナル楽曲、歌謡曲、クラシック、アニメ主題歌など多ジャンルに渡っており、特にスキャットで唄った「トルコ行進曲」は1997年の「第48回NHK紅白歌合戦」において披露されたことで一躍全国に認知。X JAPANのTOSHIも「由紀と言ったら、トルコ行進曲」と歌番組共演時にリクエストするなど姉妹の代表曲として知られている。
現在でも各地で精力的にコンサートを行う一方、女優・タレントとしての活動も盛んに行っている。
由紀さおりに改名してから40周年となった2009年には、ソロ名義では約四半世紀ぶりのオリジナルアルバム『いきる』を発売。また、ソロコンサートも行い盛況を収めた。「今後は姉妹名義の活動と並行しながら、（歌手としての）ソロ活動にも力を入れていく。21世紀の歌謡曲を歌っていきたい」と発言している。2012年、紫綬褒章受章。また同年の「第63回NHK紅白歌合戦」にも久々に返り咲き（ソロ歌手としては20年ぶり13回目、紅白出場は11年ぶり）を果たした。2019年、旭日小綬章受章。2024年、第45回松尾芸能賞 特別賞を受賞。

## 各国での評価
- ピンク・マルティーニとのコラボレーション『1969』が各国で高く評価された。ロンドンとアメリカのステージに、プロモーションも兼ねて立った。2011年に世界50ヵ国以上でCD発売・デジタル配信され、2011年11月2日付のiTunesジャズ・チャート及びカナダiTunesチャート・ワールドミュージックで1位獲得という快挙を達成。さらにギリシャのIFPI総合アルバム・チャートで最高6位、シンガポールのHMVインターナショナル・チャートでは最高18位となった[9][10]。この報道の影響もあって、特に2011年暮れから2012年に掛けて、由紀さおりのテレビ番組への出演が増加していた。
- 同作は2011年末の第53回日本レコード大賞企画部門、芸術選奨文部科学大臣賞大衆芸能部門を受賞した[11]。なお2012年末の第63回紅白歌合戦では、米国・オレゴン州ポートランドから生中継で登場し、ピンク・マルティーニとの共演で由紀自身紅白では43年ぶりに「夜明けのスキャット」を披露した[12]。

## プライベート
1969年、音楽ディレクター大森昭男と結婚。結婚生活7年目に別居、14年目に離婚成立となった。37歳で子宮筋腫を患い、子宮内膜症も併発。悩んだ末、4年後の41歳の時に子宮を全摘した。ホルモン治療という選択肢もあったが、そのことにより声が変わってしまうことや「自分の声を愛してくれた母を悲しませたくない」との思いから手術を決断した。この手術後にアメリカ在住の柴冨哲也と知り合い、交際。再婚・渡米や歌手引退も考えたが、デビュー直後から個人事務所を興すなど芸能活動をサポートしてきた母の猛反対を受け、結局母の意見に従った。1999年にその母を癌で失い、一周忌を終えた2000年、8年間の交際を経て事実婚の関係となる。しかし、由紀は仕事を辞めることができず、日米の遠距離婚の溝は埋められないまま、2006年12月、離別している。

## エピソード
- シンガーソングライター松山千春を発掘したことで知られる元STVラジオディレクター竹田健二が、リリース後もあまり話題とならなかった『夜明けのスキャット』を気に入り、竹田によって札幌のラジオ局で頻繁に流されたことから、東京のラジオ局でも流れるようになり少しずつ認知され始め、大ヒットに繋がったと由紀が証言している。そのため、その意味で由紀は、「竹田さんを通して松山さんとは“兄弟弟子”です」とも述べている[14]。
- 「由紀さおり」の芸名は着物が大好きだった母親が考えたもので、当初は結城紬の「結城」と夏の着物である「紗」から「結城紗織」という表記だったが、漢字表記だと硬い印象になるので、「由紀さおり」という表記になった[15]。
- 清水ミチコのものまねレパートリーの1人であり、清水のものまねは肯定的に捉えている（「ミチコさんに物まねされて光栄です。本当に嬉しく思います」とコメントを残している）。また、清水が由紀のコンサートに参加したことをきっかけに交流を深めている。
- 阿佐ヶ谷姉妹のネタのレパートリーにも含まれている。
- 志村けんが2020年にコロナで死去した際、若き日の志村について「ドリフの笑いをどう作っていくかってことと、志村さん自身がコメディアンとしてどう自分のニュアンスを作っていくか、それをずうっと、わたしは見させていただいた」「お若かったこともあるけど、ものすごくとんがってて、エキセントリックでどこか狂気に近いような」と振り返っていた[16]。

## NHK紅白歌合戦出場歴
- 紅白歌合戦には由紀さおりソロとして13回、姉の安田祥子とのユニットで10回出場しており、合計23回出場している。
- 実現に至ったことはないものの、1970年代から幾度となく紅組司会の候補にも挙がった。

### 由紀さおり（ソロ）として
| 年度/放送回               | 回 | 曲目                              | 出演順 | 対戦相手                 | 備考 |
| ------------------------- | -- | --------------------------------- | ------ | ------------------------ | --- |
| 1969年（昭和44年）/第20回 | 初 | 夜明けのスキャット                | 08/23  | デューク・エイセス       | |
| 1970年（昭和45年）/第21回 | 2  | 手紙                              | 22/25  | アイ・ジョージ           | |
| 1971年（昭和46年）/第22回 | 3  | 初恋の丘                          | 12/25  | 菅原洋一                 | |
| 1972年（昭和47年）/第23回 | 4  | 故郷                              | 06/23  | 石橋正次                 | |
| 1973年（昭和48年）/第24回 | 5  | 恋文                              | 15/22  | 鶴岡雅義と東京ロマンチカ | |
| 1974年（昭和49年）/第25回 | 6  | 挽歌                              | 23/25  | 沢田研二                 | |
| 1975年（昭和50年）/第26回 | 7  | 慕情                              | 16/24  | 野口五郎                 | |
| 1976年（昭和51年）/第27回 | 8  | つかの間の雨                      | 17/24  | ダークダックス           | アルフィーの坂崎と高見沢が伴奏として参加したが、画面には映っていない（桜井は不参加）。バンドとしては第34回に初出場。 |
| 1977年（昭和52年）/第28回 | 9  | う・ふ・ふ                        | 15/24  | 村田英雄                 | |
| 1978年（昭和53年）/第29回 | 10 | トーキョー・バビロン              | 21/24  | 布施明                   | |
| 1987年（昭和62年）/第38回 | 11 | 赤とんぼ〜どこかに帰ろう          | 19/20  | 谷村新司                 | トリ前 |
| 1992年（平成4年）/第43回  | 12 | 赤とんぼ〜どこかに帰ろう（2回目） | 28/28  | 北島三郎                 | 紅組トリ |
| 2012年（平成24年）/第63回 | 13 | 夜明けのスキャット（2回目）       | 17/25  | 徳永英明                 | アメリカ・オレゴン州ポートランドからの中継                                                                           |

### 由紀さおり・安田祥子（ユニット）として
| 年度/放送回               | 回 | 曲目                              | 出演順 | 対戦相手         | 備考           |
| ------------------------- | -- | --------------------------------- | ------ | ---------------- | -------------- |
| 1989年（平成元年）/第40回 | 初 | 赤とんぼ〜どこかに帰ろう          | 15/20  | チョー・ヨンピル |                |
| 1993年（平成5年）/第44回  | 2  | 月の沙漠                          | 07/26  | 南こうせつ       |                |
| 1994年（平成6年）/第45回  | 3  | 赤とんぼ〜どこかに帰ろう（2回目） | 21/25  | 森進一           |                |
| 1995年（平成7年）/第46回  | 4  | 故郷                              | 20/25  | 前川清           |                |
| 1996年（平成8年）/第47回  | 5  | この道                            | 19/25  | 小林旭           |                |
| 1997年（平成9年）/第48回  | 6  | トルコ行進曲                      | 18/25  | さだまさし       |                |
| 1998年（平成10年）/第49回 | 7  | ゴンドラの唄                      | 19/25  | さだまさし(2)    | 黒澤明監督追悼 |
| 1999年（平成11年）/第50回 | 8  | 故郷（2回目）                     | 24/27  | 森進一(2)        |                |
| 2000年（平成12年）/第51回 | 9  | 赤とんぼ〜どこかに帰ろう（3回目） | 24/28  | 錦織健           |                |
| 2001年（平成13年）/第52回 | 10 | 花〜すべての人の心に花を〜        | 21/27  | CHEMISTRY        |                |

1. ↑  「由紀さおり」名義で再デビュー後、長年1948年生まれと称していたが、2023年8月1日付スポーツニッポン「我が道・由紀さおり」において1946年生まれであると公表した（由紀さおり、文部科学大臣賞受賞）。
2. ↑  「洗足学園短期大学同窓会ホームページ」内、同窓生のホームページ紹介に同大学英文科1期生の記載がある（2期→1期に訂正）。
3. ↑  2012年11月2日付で、発表された秋の褒章の受章者に関する記述では年齢65歳となっているので、1946年生まれという説が確実と考えられる。
4. ↑  1995年（第46回）および、1999年（第50回）で歌唱された文部省唱歌の「故郷」とは同名異曲。山川啓介作詞、大野雄二作曲・編曲。
5. ↑  紅白歌合戦において、「赤とんぼ〜どこかに帰ろう」は“由紀さおり”ソロとして2回、“由紀さおり・安田祥子”としては3回歌われ、由紀自身は紅白で合計5回歌唱している。
6. ↑  1992年・第43回の出場時は「トリは原則的にソロの歌手のみ」という紅白の慣習（ただし2003年・第54回のSMAPがソロ歌手以外で初の紅白トリとなり、この慣例はなくなった）のため、由紀単独での出場となった。だが由紀サイドの強い要望もあって、安田祥子はバックコーラスの一人という形式で参加していた。
7. ↑  1989年・第40回紅白出場時は当初、出場回数表記としては“由紀さおり（12）・安田祥子（初）”とされ、それぞれソロ歌手としてカウントされていた。しかしその後、同40回紅白に関しては“由紀さおり・安田祥子”名義で、二人のユニットとして「初出場」扱いに変更されている。
8. ↑  1993年の出場時は、“由紀さおり・安田祥子”として通算2回目の出場とされ、ユニット扱いになっている。以降2001年・第52回紅白迄、二人のユニット扱いで連続出場していた。

（注意点）
- 対戦相手の歌手名の( )内の数字はその歌手との対戦回数、備考のトリ等の次にある( )はトリ等を務めた回数を表す。
- 曲名の後の（○回目）は紅白で披露された回数を表す。
- 出演順は「（出演順）／（出場者数）」で表す。

## ディスコグラフィ

### シングル
- 安田章子名義（キングレコード）

| # | 発売日     | A/B面 | タイトル              | 作詞         | 作曲       | 編曲       | 規格品番 |
| - | ---------- | ----- | --------------------- | ------------ | ---------- | ---------- | -------- |
| 1 | 1965年 2月 | A面   | ヒッチハイク娘        | 東条寿三郎   | 小川寛興   | 小川寛興   | BS-165   |
| 1 | 1965年 2月 | B面   | 乙女となりて          | 高橋掬太郎   | 小町昭     | 小川寛興   | BS-165   |
| 2 | 1965年 5月 | A面   | どこにいるのパパ      | 岩谷時子     | いずみたく | いずみたく | BS-215   |
| 2 | 1965年 5月 | B面   | お母さんのラブレター  | 松代達生     | 岩代浩一   | 岩代浩一   | BS-215   |
| 3 | 1965年 8月 | A面   | お別れの泪            | 矢野亮       | 吉田矢健治 | 小町昭     | BS-273   |
| 3 | 1965年 8月 | B面   | テ・キエロ            | たなかゆきを | 小川寛興   | 小川寛興   | BS-273   |
| 4 | 1966年 4月 | A面   | ふるさとの牧場        | 横井弘       | 小町昭     | 小町昭     | BS-398   |
| 4 | 1966年 4月 | B面   | 夜の東京 君と飛ばそう | 矢野亮       | 山田量男   | 山田量男   | BS-398   |

- 由紀さおり名義
  - 1〜43：EXPRESS、44・46〜61：東芝EMI、45：ビクター、62〜：ユニバーサル。

| #  | 発売日          | A/B面 | タイトル                                        | 作詞         | 作曲                       | 編曲              | 最高順位 | 規格品番   |
| -- | --------------- | ----- | ----------------------------------------------- | ------------ | -------------------------- | ----------------- | -------- | ---------- |
| 1  | 1969年 3月10日  | A面   | 夜明けのスキャット                              | 山上路夫     | いずみたく                 | 渋谷毅            | 1位      | EP-1136    |
| 1  | 1969年 3月10日  | B面   | バラのためいき                                  | 山上路夫     | いずみたく                 | 渋谷毅            | 1位      | EP-1136    |
| 2  | 1969年 7月1日   | A面   | 天使のスキャット                                | 山上路夫     | いずみたく                 | 渋谷毅            | 15位     | EP-1160    |
| 2  | 1969年 7月1日   | B面   | タ・ヤ・タン                                    | 山上路夫     | いずみたく                 | 渋谷毅            | 15位     | EP-1160    |
| 3  | 1969年 10月10日 | A面   | 枯葉の街                                        | 山上路夫     | いずみたく                 | 渋谷毅            | 29位     | EP-1182    |
| 3  | 1969年 10月10日 | B面   | 心に虹をもって                                  | 山上路夫     | いずみたく                 | 渋谷毅            | 29位     | EP-1182    |
| 4  | 1970年 2月5日   | A面   | 好きよ                                          | 岩谷時子     | いずみたく                 | 渋谷毅            | -        | EP-1204    |
| 4  | 1970年 2月5日   | B面   | 愛のシンフォニー                                | 岩谷時子     | いずみたく                 | 渋谷毅            | -        | EP-1204    |
| 5  | 1970年 7月21日  | A面   | 手紙                                            | なかにし礼   | 川口真                     | 川口真            | 1位      | EP-1239    |
| 5  | 1970年 7月21日  | B面   | 女に生れて悲しくて                              | 山上路夫     | 鈴木邦彦                   | 渋谷毅            | 1位      | EP-1239    |
| 6  | 1970年 8月1日   | A面   | クレオパトラの涙                                | 中山千夏     | 冨田勲                     | 冨田勲            | -        | EP-1248    |
| 7  | 1970年 11月5日  | A面   | 生きがい                                        | 山上路夫     | 渋谷毅                     | 渋谷毅            | 6位      | EP-1266    |
| 7  | 1970年 11月5日  | B面   | ずっと前から                                    | 辻井喬       | いずみたく                 | 大柿隆            | 6位      | EP-1266    |
| 8  | 1971年 3月1日   | A面   | この愛を永遠に                                  | なかにし礼   | 川口真                     | 川口真            | 57位     | ETP-2397   |
| 8  | 1971年 3月1日   | B面   | やせた女                                        | なかにし礼   | 川口真                     | 川口真            | 57位     | ETP-2397   |
| 9  | 1971年 6月21日  | A面   | 男のこころ                                      | 山上路夫     | Francis Lai                | 川口真            | 80位     | ETP-2481   |
| 9  | 1971年 6月21日  | B面   | 恋におちないように                              | 山上路夫     | Francis Lai                | 川口真            | 80位     | ETP-2481   |
| 10 | 1971年 8月1日   | A面   | ヴァリーエ                                      | 山上路夫     | S.リタルド                 | 渋谷毅            | -        | ETP-2499   |
| 10 | 1971年 8月1日   | B面   | 陶酔のワルツ                                    | 山上路夫     | S.リタルド                 | 渋谷毅            | -        | ETP-2499   |
| 11 | 1971年 11月1日  | A面   | 初恋の丘                                        | 北山修       | 渋谷毅                     | 渋谷毅            | 68位     | ETP-2543   |
| 11 | 1971年 11月1日  | B面   | 恋人に幸あり                                    | 北山修       | 大柿隆                     | 大柿隆            | 68位     | ETP-2543   |
| 12 | 1972年 3月25日  | A面   | 土に還るまで                                    | 山川啓介     | いずみたく                 | S.Gaelic          | -        | ETP-2625   |
| 12 | 1972年 3月25日  | B面   | 貧しくても幸せに                                | 増永直子     | いずみたく                 | S.Gaelic          | -        | ETP-2625   |
| 13 | 1972年 7月1日   | A面   | 故郷                                            | 山川啓介     | 大野雄二                   | 大野雄二          | -        | ETP-2697   |
| 13 | 1972年 7月1日   | B面   | あたしのピエロ                                  | 山川啓介     | 大野雄二                   | 大野雄二          | -        | ETP-2697   |
| 14 | 1972年 11月1日  | A面   | りんどうの花                                    | 岩谷時子     | いずみたく                 | 宮本光雄          | 64位     | ETP-2760   |
| 14 | 1972年 11月1日  | B面   | チャンスはハートで                              | 岩谷時子     | いずみたく                 | 宮本光雄          | 64位     | ETP-2760   |
| 15 | 1973年 3月1日   | A面   | ルーム・ライト                                  | 岡本おさみ   | 吉田拓郎                   | 木田高介          | 23位     | ETP-2814   |
| 15 | 1973年 3月1日   | B面   | それは季節のかわりめに                          | 荒木とよひさ | 森田公一                   | 森田公一          | 23位     | ETP-2814   |
| 16 | 1973年 8月20日  | A面   | 恋文                                            | 吉田旺       | 佐藤勝                     | 馬飼野俊一        | 32位     | ETP-2892   |
| 16 | 1973年 8月20日  | B面   | 季節模様のセーター                              | 松山猛       | 加藤和彦                   | 木田高介          | 32位     | ETP-2892   |
| 17 | 1973年 10月5日  | A面   | 博多人形に寄せて                                | 清水みのる   | 中田喜直                   | 中田喜直          | -        | ETP-2899   |
| 17 | 1973年 10月5日  | B面   | フェニックス・ハネムーン                        | 永六輔       | いずみたく                 | 前田憲男          | -        | ETP-2899   |
| 18 | 1974年 1月1日   | A面   | 春の嵐                                          | 吉田旺       | 川口真                     | 川口真            | 67位     | ETP-2977   |
| 18 | 1974年 1月1日   | B面   | おとな同士                                      | 吉田旺       | 川口真                     | 川口真            | 67位     | ETP-2977   |
| 19 | 1974年 4月1日   | A面   | みち潮                                          | 保富康午     | 坂田晃一                   | 坂田晃一          | -        | ETP-20004  |
| 19 | 1974年 4月1日   | B面   | 朝                                              | 保富康午     | 坂田晃一                   | 坂田晃一          | -        | ETP-20004  |
| 20 | 1974年 9月1日   | A面   | 挽歌                                            | 千家和也     | 浜圭介                     | 森岡賢一郎        | 15位     | ETP-20050  |
| 20 | 1974年 9月1日   | B面   | 恋のボーカリーゼ                                | 千家和也     | すぎやまこういち           | すぎやまこういち  | 15位     | ETP-20050  |
| 21 | 1975年 1月20日  | A面   | 季節風                                          | 千家和也     | すぎやまこういち           | 高田弘            | 68位     | ETP-20088  |
| 21 | 1975年 1月20日  | B面   | まもなく汽車が                                  | 千家和也     | すぎやまこういち           | 高田弘            | 68位     | ETP-20088  |
| 22 | 1975年 5月6日   | A面   | さよならの走り書き                              | 千家和也     | 浜圭介                     | 森岡賢一郎        | -        | ETP-20128  |
| 22 | 1975年 5月6日   | B面   | 口紅色の雨                                      | 千家和也     | 浜圭介                     | 森岡賢一郎        | -        | ETP-20128  |
| 23 | 1975年 9月5日   | A面   | 慕情                                            | 菅三鶴       | 平尾昌晃                   | 竜崎孝路          | -        | ETP-20167  |
| 23 | 1975年 9月5日   | B面   | 海の墓標                                        | 菅三鶴       | 平尾昌晃                   | 竜崎孝路          | -        | ETP-20167  |
| 24 | 1976年 3月1日   | A面   | かたちばかりの幸福                              | 杉山政美     | 木森敏之                   | 木森敏之          | -        | ETP-20240  |
| 24 | 1976年 3月1日   | B面   | めぐり逢い                                      | 中里綴       | 川口真                     | 川口真            | -        | ETP-20240  |
| 25 | 1976年 5月20日  | A面   | つかの間の雨                                    | 伊勢正三     | 伊勢正三                   | 瀬尾一三          | -        | ETP-10005  |
| 25 | 1976年 5月20日  | B面   | 忘れたはずの坂道                                | 喜多条忠     | 伊勢正三                   | 瀬尾一三          | -        | ETP-10005  |
| 26 | 1976年 9月20日  | A面   | こころもち気まぐれ                              | きすぎえつこ | 星勝                       | 星勝              | -        | ETP-10079  |
| 26 | 1976年 9月20日  | B面   | 夕菜の花のなぐさめを                            | 小椋佳       | 星勝                       | 星勝              | -        | ETP-10079  |
| 27 | 1976年 12月20日 | A面   | ふらりふられて                                  | 島武実       | 宇崎竜童                   | 若草恵            | 38位     | ETP-10154  |
| 27 | 1976年 12月20日 | B面   | 風恋歌                                          | 島武実       | 宇崎竜童                   | 船山基紀          | 38位     | ETP-10154  |
| 28 | 1977年 5月5日   | A面   | う・ふ・ふ                                      | 島武実       | 宇崎竜童                   | 山木幸三郎        | -        | ETP-10204  |
| 28 | 1977年 5月5日   | B面   | ワン・デイ                                      | 島武実       | 宇崎竜童                   | 山木幸三郎        | -        | ETP-10204  |
| 29 | 1977年 12月20日 | A面   | やりなおしたいの                                | ちあき哲也   | 杉本真人                   | 若草恵            | -        | ETP-10355  |
| 29 | 1977年 12月20日 | B面   | 春飛行                                          | ちあき哲也   | 杉本真人                   | 若草恵            | -        | ETP-10355  |
| 30 | 1978年 6月5日   | A面   | ガラスの日々                                    | 葵ゆうじ     | 岩久茂                     | 若草恵            | -        | ETP-10423  |
| 30 | 1978年 6月5日   | B面   | よわむし                                        | 葵ゆうじ     | 岩久茂                     | 槌田靖識          | -        | ETP-10423  |
| 31 | 1978年 9月20日  | A面   | トーキョー・バビロン                            | ちあき哲也   | 川口真                     | 川口真            | -        | ETP-10478  |
| 31 | 1978年 9月20日  | B面   | 朝焼けの街                                      | ちあき哲也   | 川口真                     | 川口真            | -        | ETP-10478  |
| 32 | 1979年 3月20日  | A面   | 愛を切り札にして                                | 阿久悠       | 三木たかし                 | 三木たかし        | -        | ETP-10549  |
| 32 | 1979年 3月20日  | B面   | あざみの生活                                    | 阿久悠       | 三木たかし                 | 三木たかし        | -        | ETP-10549  |
| 33 | 1979年 8月5日   | A面   | 愛したもうことなかれ                            | 荒木とよひさ | 森岡賢一郎                 | 森岡賢一郎        | -        | ETP-10608  |
| 33 | 1979年 8月5日   | B面   | 同じひとつの空の下                              | 竜真知子     | 馬飼野康二                 | 馬飼野康二        | -        | ETP-10608  |
| 34 | 1980年 2月5日   | A面   | たそがれタペストリー                            | ちあき哲也   | 桑原研郎                   | 萩田光雄          | -        | ETP-10681  |
| 34 | 1980年 2月5日   | B面   | …HIRO                                           | ちあき哲也   | 桑原研郎                   | 萩田光雄          | -        | ETP-10681  |
| 35 | 1980年 5月21日  | A面   | 男ともだち                                      | 喜多條忠     | 美樹克彦                   | 萩田光雄          | -        | ETP-10729  |
| 35 | 1980年 5月21日  | B面   | パダン・パダン                                  | ちあき哲也   | 馬飼野康二                 | 船山基紀          | -        | ETP-10729  |
| 36 | 1980年 11月21日 | A面   | 悲しい悪魔                                      | なかにし礼   | Julio Iglesias             | 若草恵            | -        | ETP-17087  |
| 36 | 1980年 11月21日 | B面   | 淋しさに出逢うとき                              | 浜口庫之助   | 浜口庫之助                 | 萩田光雄          | -        | ETP-17087  |
| 37 | 1981年 5月21日  | A面   | 両国橋                                          | 喜多条忠     | 吉田拓郎                   | 馬飼野康二        | -        | ETP-17162  |
| 37 | 1981年 5月21日  | B面   | 金糸雀                                          | さだまさし   | さだまさし                 | 服部克久          | -        | ETP-17162  |
| 38 | 1981年 11月1日  | A面   | 渥美地方の子守唄                                | 日本古謡     | 佐野量祥                   | 小六禮次郎        | -        | ETP-17247  |
| 38 | 1981年 11月1日  | B面   | 博多人形に寄せて                                | 清水みのる   | 中田喜直                   | 小六禮次郎        | -        | ETP-17247  |
| 39 | 1982年 4月21日  | A面   | アデュー                                        | 湯川れい子   | 小松原まさし               | 竜崎孝路          | -        | ETP-17320  |
| 39 | 1982年 4月21日  | B面   | ラジオをつけて                                  | 湯川れい子   | 小松原まさし               | 松井忠重          | -        | ETP-17320  |
| 40 | 1982年 9月1日   | A面   | ストレート                                      | 佐々木好     | 佐々木好                   | 石川鷹彦          | -        | ETP-17390  |
| 40 | 1982年 9月1日   | B面   | 短い手紙                                        | 林春生       | 上田薫                     | 上田薫            | -        | ETP-17390  |
| 41 | 1983年 6月21日  | A面   | シングル・ナイト                                | 丸山圭子     | 丸山圭子                   | 信田かずお        | -        | ETP-17491  |
| 41 | 1983年 6月21日  | B面   | 琥珀色の悲しみ                                  | 丸山圭子     | 丸山圭子                   | 信田かずお        | -        | ETP-17491  |
| 42 | 1984年 5月19日  | A面   | このままがいいの                                | 残間里江子   | 木森敏之                   | 新川博            | -        | ETP-17616  |
| 42 | 1984年 5月19日  | B面   | ラスト・チャンス                                | 残間里江子   | 鈴木キサブロー             | 川村栄二          | -        | ETP-17616  |
| 43 | 1984年 12月1日  | A面   | TOKYOワルツ                                     | なかにし礼   | 宇崎竜童                   | チト河内          | -        | ETP-17674  |
| 43 | 1984年 12月1日  | B面   | 夜明けのスキャット・ファンタジー                | 山上路夫     | いずみたく                 | チト河内          | -        | ETP-17674  |
| 44 | 1985年 6月1日   | A面   | 木遣り育ち                                      | 松井由利夫   | むらさき幸                 | 池多孝春          | -        | TP-17722   |
| 44 | 1985年 6月1日   | B面   | お吉傘                                          | 松井由利夫   | 四方章人                   | 池多孝春          | -        | TP-17722   |
| 45 | 1987年 4月21日  | A面   | お先にどうぞ                                    | 山上路夫     | 吉田正                     | 竜崎孝路          | 62位     | SV-9230    |
| 45 | 1987年 4月21日  | B面   | 噓つき                                          | 有馬三恵子   | 吉田正                     | 竜崎孝路          | 62位     | SV-9230    |
| 46 | 1988年 4月6日   | A面   | 矢車草〜夢二のおんな〜                          | 小谷夏       | 中村泰士                   | 池多孝春          | -        | RF07-2007  |
| 46 | 1988年 4月6日   | B面   | 浜町夜話                                        | 伊吹とおる   | 四方章人                   | 池多孝春          | -        | RF07-2007  |
| 47 | 1988年 10月5日  | A面   | 心の家路                                        | 荒木とよひさ | 南こうせつ                 | 甲斐正人          | -        | RT07-2210  |
| 47 | 1988年 10月5日  | B面   | 愛の習慣                                        | 残間里江子   | 玉置浩二                   | 新川博            | -        | RT07-2210  |
| 48 | 1988年 10月26日 | A面   | ゆらゆら                                        | 魚住勉       | 馬飼野康二                 | 馬飼野康二        | -        | RT07-2238  |
| 48 | 1988年 10月26日 | B面   | ひき潮                                          | 魚住勉       | 馬飼野康二 まぶたひとえ    | 馬飼野俊一        | -        | RT07-2238  |
| 49 | 1995年 6月21日  | 01    | 赤い星 青い星 〜天文カラットの星から〜          | 荒木とよひさ | 鈴木邦彦                   | 竜崎孝路          | -        | TODT-3508  |
| 50 | 1996年 6月5日   | 01    | 恋祭                                            | 市川睦月     | 玉置浩二                   | 川口真            | -        | TODT-3722  |
| 50 | 1996年 6月5日   | 02    | 夜が明けて                                      | 市川睦月     | 川口真                     | 萩田光雄          | -        | TODT-3722  |
| 51 | 1998年 5月20日  | 01    | スイートワルツの流れる川に                      | 阿久悠       | 井上大輔                   | 梅垣達志          | -        | TODT-5152  |
| 51 | 1998年 5月20日  | 02    | 花火がドンと…                                   | 阿久悠       | 井上大輔                   | 井上大輔          | -        | TODT-5152  |
| 52 | 1998年 10月7日  | 01    | 夢もうすこし                                    | 石井達矢     | 三井誠                     | 若草恵            | -        | TODT-5219  |
| 52 | 1998年 10月7日  | 02    | ルーム・ライト （ニューヴァージョン）           | 岡本おさみ   | 吉田拓郎                   | 宮崎慎二          | -        | TODT-5219  |
| 53 | 1999年 7月7日   | 01    | 寄り道                                          | 秋元康       | 三木たかし                 | 若草恵            | -        | TODT-5322  |
| 53 | 1999年 7月7日   | 02    | 石蹴りの唄                                      | 秋元康       | 三木たかし                 | 若草恵            | -        | TODT-5322  |
| 54 | 2001年 5月9日   | 01    | あさきゆめみし                                  | 谷村新司     | 谷村新司                   | 萩田光雄          | -        | TODT-6075  |
| 54 | 2001年 5月9日   | 02    | サクラ                                          | 谷村新司     | 谷村新司                   | 萩田光雄          | -        | TODT-6075  |
| 55 | 2002年 7月10日  | 01    | 酔って膝まくら                                  | 池田充男     | 船村徹                     | 蔦将包            | -        | TODT-6097  |
| 55 | 2002年 7月10日  | 02    | わたしのわらべ歌                                | 池田充男     | 船村徹                     | 蔦将包            | -        | TODT-6097  |
| 56 | 2003年 6月4日   | 01    | 再会ラブソング                                  | 岡田冨美子   | 鈴木淳                     | 萩田光雄          | -        | TOCT-4511  |
| 56 | 2003年 6月4日   | 02    | りんどう小唄                                    | 峰森一早季   | 弾厚作                     | 萩田光雄          | -        | TOCT-4511  |
| 57 | 2006年 2月15日  | 01    | この世の果てまでそばにいて                      | 岩谷時子     | 吉田正                     | 若草恵            | -        | TOCT-4964  |
| 57 | 2006年 2月15日  | 02    | 再会                                            | 佐伯孝夫     | 吉田正                     | 若草恵            | -        | TOCT-4964  |
| 58 | 2006年 8月9日   | 01    | 小諸 わが想い出                                 | 永六輔       | 小林亜星                   | 小林亜星          | -        | TOCT-40016 |
| 58 | 2006年 8月9日   | 02    | 雨降りお月                                      | 野口雨情     | 中山晋平                   | 坂田晃一          | -        | TOCT-40016 |
| 59 | 2007年 10月10日 | 01    | しあわせのカノン〜第2章〜                       | 山川啓介     | J.Pachelbel                | 坂田晃一          | -        | TOCT-40156 |
| 59 | 2007年 10月10日 | 02    | さよならのかわりに                              | 谷山浩子     | 谷山浩子                   | 坂田晃一          | -        | TOCT-40156 |
| 60 | 2011年 11月23日 | 01    | 季節の足音                                      | 秋元康       | 羽場仁志                   | ソノダバンド      | -        | TOCT-45046 |
| 60 | 2011年 11月23日 | 02    | すべて思い出せる                                | 秋元康       | Rie                        | ソノダバンド      | -        | TOCT-45046 |
| 60 | 2011年 11月23日 | 03    | 夜明けのスキャット                              | 山上路夫     | いずみたく                 | P.Martini         | -        | TOCT-45046 |
| 61 | 2013年 1月30日  | 01    | 愛だとか                                        | 松尾潔       | 松尾潔 豊島吉宏            | 豊島吉宏 川口大輔 | 145位    | TOCT-40398 |
| 61 | 2013年 1月30日  | 02    | ラストタンゴ                                    | 松尾潔       | 松尾潔 豊島吉宏            | 豊島吉宏 川口大輔 | 145位    | TOCT-40398 |
| 62 | 2013年 11月6日  | 01    | わたしのうた                                    | 松井五郎     | 都志見隆                   | 若草恵            | -        | TYCT-30010 |
| 62 | 2013年 11月6日  | 02    | 生きがい                                        | 山上路夫     | 渋谷毅                     | 渋谷毅            | -        | TYCT-30010 |
| 63 | 2016年 2月10日  | 01    | 人生という旅                                    | 北山修       | 杉真理                     | 坂本昌之          | -        | UPCY-5015  |
| 63 | 2016年 2月10日  | 02    | スイートワルツの流れる川に （ニューヴォーカル） | 阿久悠       | 井上大輔                   | 梅垣達志          | -        | UPCY-5015  |
| 64 | 2017年 1月15日  | 01    | そして‥生きなさい                               | 荒木とよひさ | 田中公平                   | 川村竜            | -        | 配信限定   |
| 65 | 2022年 7月6日   | 01    | 初めての今日                                    | 川村結花     | 川村結花                   | 坂本昌之          | -        | UPCY-5108  |
| 65 | 2022年 7月6日   | 02    | 岸辺の恋人                                      | 森雪之丞     | 亀井登志夫                 | 坂本昌之          | -        | UPCY-5108  |
| 66 | 2024年 4月17日  | 01    | 人生は素晴らしい                                | 松井五郎     | ジョアッキーノ・マウリシオ | 坂本昌之          | -        | UPCY-5121  |
| 66 | 2024年 4月17日  | 02    | やさしいさよなら                                | 小暮みき     | 美樹克彦                   | 坂本昌之          | -        | UPCY-5121  |

- 由紀さおり・安田祥子名義（東芝EMI）

| # | 発売日          | A/B面 | タイトル             | 作詞       | 作曲         | 編曲              | 規格品番  |
| - | --------------- | ----- | -------------------- | ---------- | ------------ | ----------------- | --------- |
| 1 | 1989年 9月27日  | A面   | HIROSHIMA            | Hal David  | 服部克久     | 服部克久          | RT07-2429 |
| 1 | 1989年 9月27日  | B面   | (日本語ヴァージョン) | 岩谷時子   | 服部克久     | 服部克久          | RT07-2429 |
| 2 | 1990年 11月28日 | 01    | ねどがんせ           | 秋葉知恵子 | 坂田晃一     | 坂田晃一          | TODT-2583 |
| 2 | 1990年 11月28日 | 02    | 空が私のものだった頃 | 山川啓介   | 坂田晃一     | 坂田晃一          | TODT-2583 |
| 3 | 1999年 8月6日   | 01    | トルコ行進曲         | -          | モーツァルト | 坂田晃一 前田憲男 | TODT-5346 |
| 3 | 1999年 8月6日   | 02    | ハンガリー舞曲第5番  | -          | ブラームス   | 坂田晃一          | TODT-5346 |
| 4 | 2000年 3月8日   | 01    | この星のどこかで     | 上村美保子 | 大江千里     | 山下康介          | TOCT-4193 |
| 5 | 2001年 10月24日 | 01    | 虹色の砂時計         | 山川啓介   | 船村徹       | 蔦将包            | TOCT-4328 |
| 5 | 2001年 10月24日 | 02    | 星が歌った物語       | 山川啓介   | 船村徹       | 蔦将包            | TOCT-4328 |
| 6 | 2003年 12月17日 | 01    | 帰省                 | 中島みゆき | 中島みゆき   | 若草恵 坂田晃一   | TOCT-4657 |
| 6 | 2003年 12月17日 | 02    | 七才の夏まつり       | 安田章子   | 安田祥子     | 坂田晃一          | TOCT-4657 |
| 7 | 2005年 11月2日  | 01    | 十六夜の月           | 河口京吾   | 河口京吾     | 若草恵            | TOCT-4943 |
| 7 | 2005年 11月2日  | 02    | ビリーヴ             | 杉本竜一   | 杉本竜一     | 若草恵            | TOCT-4943 |

### タイアップ曲
| 年     | 楽曲                                  | タイアップ                                           |
| ------ | ------------------------------------- | ---------------------------------------------------- |
| 1969年 | 青いスキャット                        | テレビ朝日系「水密桃は青かった」主題歌               |
| 1970年 | クレオパトラの涙                      | アニメ映画「クレオパトラ」主題歌                     |
| 1971年 | ヴァリーエ                            | 日本エクスラン工業「ヴァリーエ」CMソング             |
| 1971年 | 陶酔のワルツ                          | 日本エクスラン工業「ヴァリーエ」CMソング             |
| 1973年 | 博多人形に寄せて                      | NHK「みんなのうた」挿入歌                            |
| 1976年 | めぐり逢い                            | TBS系ドラマ「名もなく貧しく美しく」主題歌            |
| 1976年 | 君恋し                                | TBS系ドラマ「君恋し」主題歌                          |
| 1980年 | たそがれタペストリー                  | フジテレビ系ドラマ「女たちの家」主題歌               |
| 1981年 | 渥美地方の子守唄                      | NHK「みんなのうた」挿入歌                            |
| 1995年 | 赤い星 青い星〜天文カラットの星から〜 | NHK「みんなのうた」挿入歌                            |
| 1998年 | 夢もうすこし                          | サントリー「香りの酎ハイ」CMソング                   |
| 2000年 | この星のどこかで                      | アニメ映画「ドラえもん のび太の太陽王伝説」EDテーマ  |
| 2001年 | 虹色の砂時計                          | NHK教育アニメ「カスミン」OPテーマ                    |
| 2001年 | 星が歌った物語                        | NHK教育アニメ「カスミン」EDテーマ                    |
| 2013年 | 愛だとか                              | 霧島酒造「黒霧島」CMソング                           |
| 2013年 | わたしのうた                          | 映画「くじけないで」主題歌                           |
| 2013年 | 生きがい                              | 映画「ウルヴァリン:SAMURAI」挿入歌                   |
| 2016年 | 人生という旅                          | 映画「ローカル路線バス乗り継ぎの旅 THE MOVIE」主題歌 |
| 2017年 | そして‥生きなさい                     | テレビ東京系アニメ「鬼平」主題歌。                   |

### オリジナル・アルバム／カバー・アルバム
1. 夜明けのスキャット（EP-7718）（1969.07.10）
再発盤（ETP-8218）（1972.12.01）、CD化（TOCT-26686）（2008.09.26）
2. 由紀さおりの美しき世界（EP-7735）（1969.12.01）
CD化（TOCT-29011）（2012.05.30）
3. あなたと夜と音楽 由紀さおりの魅力（EP-7756）（1970.06.05）
CD化（TOCT-29012）（2012.05.30）
4. 明治一代女（EP-7768）（1970.09.05）
5. 手紙／生きがい 由紀さおりの華麗なる世界（EP-7780）（1971.02.07）
再発盤（ETP-8220）（1972.12.01）、CD化（TOCT-29071）（2012.10.03）
6. この愛を永遠に（ETP-8088）（1971.07.05）
CD化（TOCT-29013）（2012.05.30）
7. 男のこころ/由紀さおり フランシス・レイを歌う（ETP-8112）（1971.09.05）
CD化（TOCT-29014）（2012.05.30）
8. にほんのうた（ETP-8123）（1971.11.05）
9. 23才/由紀さおり・愛のうた（ETP-8171）（1972.04.05）
CD化<タワーレコード限定>（PROT-1113）（2014.07.30）
10. 故郷／由紀さおり・ビッグ・ヒットを歌う（ETP-8202）（1972.09.05）
CD化（TOCT-29015）（2012.05.30）
11. ルームライト「オリジナル・ア・ラ・カルト」（ETP-8238）（1973.04.05）
CD化（TOCT-29072）（2012.10.03）
12. 恋文（ETP-8267）（1973.09.05）
CD化（TOCT-29016）（2012.05.30）
13. 恋文／由紀さおりの華麗な世界（魅惑の音楽 WIDE SELECTION SERIES 17）（KJ-1617）（1974）
14. みち潮（ETP-85008）（1974.07.05）
CD化（TOCT-29017）（2012.05.30）
15. 銀座万葉集（ETP-72006）（1974.10.20）
CD化（TOCT-29073）（2012.10.03）
16. 挽歌／季節風（ETP-72025）（1975.02.05）
17. 宵待草／竹久夢二とその時代（ETP-80008）（1975.09.05）
18. 「つかの間の雨」由紀さおり／オリジナル・アルバム'76（ETP-72183）（1976.08.05）
19. 「ふらりふられて」由紀さおり／オリジナルアルバム'77（ETP-72225）（1976.12.20）
CD化<タワーレコード限定>（PROT-1114）（2014.07.30）
20. う・ふ・ふ／由紀さおり／宇崎竜童を歌う（ETP-72266）（1977.08.20）
CD化（TOCT-29018）（2012.05.30）
21. Love Again／由紀さおり／服部良一作品集（ETP-90022）（1980.11.05）
CD化（TOCT-29074）（2012.10.03）
22. 昭和艶唱（ETP-90112）（1981.10.01）
CD化（TOCT-29075）（2012.10.03）
23. ストレート（ETP-80156）（1982.09.21）
24. 今この瞬間（とき）（ETP-90279）（1984.04.21）
CD化<タワーレコード限定>（PROT-1115）（2014.07.30）
25. 由紀さおり艶歌を唄う（ZH28-1503）（1985.03.21）
カセット（ドルビー B）のみの発売。
26. ファイト〜絹子の愛唱歌〜（TOCT-25828）（2005.09.30）
27. いきる（TOCT-26731）（2009.03.25）
28. スマイル（TOCT-29123）（2013.03.27）
29. VOICE（UPCH-20373）（2014.09.24）
30. VOICE Ⅱ（UPCY-7038）（2015.05.09）
31. あなたと共に生きてゆく ～由紀さおり テレサ・テンを歌う～（UPCY-7149）（2016.07.27）
32. BEGINNING ～あなたにとって～（UPCY-7569）（2019.03.20）
33. 由紀さおりカバーBOX70（UPCY-9985/92）（2021.10.20）

### コラボレーション・アルバム
1. 由紀さおり＆デューク・エイセス／三木鶏郎ソングブック（ETP-8113）（1971）
CD化（TOCT-8381）（1994.05.18）、（UPCY-6942）（2014.11.26）
2. 由紀さおり＆ピンク・マティーニ／1969[注 3][注 4]（TOCT-27098）（2011.10.12）
3. 夜明けのキャッツ feat. SAORI YUKI（TOCT-29066）（2012.09.26）

### 参加アルバム
1. Pink Martini／Joy To The World（HNZ007）（2010.11.09）
2曲目「White Christmas, Part 2」由紀さおり ソロボーカル（歌詞日本語）で参加。
※国内盤（TOCJ-66571）（2011.11.16）

### ライブ・アルバム
1. 由紀さおりリサイタル（EP-7782）（1971.02.07）
2. いずみたくリサイタル（ETP-8072）（1971.05.05）
由紀さおり／ゲスト：デューク・エイセス
3. 由紀さおりリサイタル vol.2（ETP-8160）（1972.03.05）

### ベスト・アルバム
1. 由紀さおりのすべて（ETP-7505〜06）（1972.10.20）
2. 由紀さおり／ゴールデン・ディスク（ETP-7605〜06）（?）
3. 由紀さおり／ゴールデン・ディスク（ETP-7725〜26）（1973.10.20）
4. 由紀さおり／ゴールデン・ディスク'75（ETP-80002）（1975.10.20）
5. 由紀さおり／ビッグヒットの全て（ETP-72109）（1975.12.05）
6. 君恋し（ETP-72201）（1976.08.20）
7. 由紀さおり全曲集（ETP-60260）（1977.11.20）
8. ガラスの日々（ETP-80025）（1978.07.05）
9. 恋文・手紙／由紀さおり 歌謡デラックス（ETP-40119・20）（1979.11.05）
10. 由紀さおり ニュー・ベストナウ（CA30-1429）（1987.05.01）
11. 由紀さおり ニュー・ベストナウ（CT32-9009）（1987.12.25）
12. 由紀さおり ニューベストナウ（TOCT-8577）（1994.10.26）
13. 由紀さおり 全曲集（TOCT-9154）（1995.09.27）
14. 由紀さおり 全曲集（TOCT-9673）（1996.10.23）
15. 手紙〜夜明けのスキャット／由紀さおり ベスト・コレクション（FECL 3063）（1996.07.24）
16. 由紀さおり 全曲集（TOCT-9975）（1997.10.22）
17. 由紀さおり 全曲集（TOCT-10477）（1998.10.21）
18. 由紀さおり 2001全曲集（TOCT-24437）（2000.10.12）
19. 由紀さおり ベストナウ（TOCT-9069）（2000.11.14）
20. 由紀さおり 2003全曲集（TOCT-24864）（2002.10.09）
21. 夜明けのスキャット（HRCD-027）（2003.04.17）廉価CD
22. 由紀さおり 2004全曲集（TOCT-25134）（2003.09.10）
23. 由紀さおり 全曲集 〜35周年記念〜COLLECTION 1（TOCT-25480）（2004.04.29）
24. 由紀さおり 全曲集 〜35周年記念〜COLLECTION 2（TOCT-25498）（2004.04.29）
25. Best Selection Original 由紀さおり（BSCD-0058）（2005）
26. 由紀さおり 35周年記念 スペシャル プレミア コレクション（TOCT-25607）（2005.03.09）
27. 由紀さおり 全曲集（TOCT-25754）（2005.09.28）
28. 由紀さおり 2007全曲集（TOCT-26092）（2006.09.27）
29. 由紀さおり Best & Best（PBB-67）（2007）
30. Complete Single Box（2009.11.11）
31. ゴールデン☆ベスト 由紀さおり（TOCT-11285）（2012.02.22）
32. Ballad Best（TYCT-60004）（2013.11.13）
33. 由紀さおり プレミアム ベスト（UPCY-7304/5）（2017.6.21）
34. Passing Point（UPCY-7556/8）（2019.1.1）
35. 由紀さおりベストオブベスト ～55th anniversary〜（UPCY-7968）（2024.4.17）

### 非売品・委託製作盤
安田章子 名義
1. クオレのうた（発売年不明）（品番不明）
ソノシート。歌詞からクオレのCMソングと考えられる。「株式会社美研」委託製作盤と考えられる。
2. ロマン“ウキ ウキ”（1969？）（品番不明）
ソノシート。「吉忠株式会社」委託製作盤と考えられる。
※発売年はライナーノートに「この“ロマン ウキ ウキ”を録音した直後、オリジナル“夜明けのスキャット”を発表し、」とあるので「夜明けのスキャット」のレコード発売年と推定した。

由紀さおり 名義
1. 花はだれが咲かせたの（1970?）（4ERS-1241）
ソノシート。「お部屋の太陽ゼネラル灯油」CMソング。非売品。
※委託製作盤の可能性あり。品番より非売品から委託製作盤に種別変更。
2. 天神募集歌 今日と言う日は二度とない（1970.11.??）（ERS-1242）
ソノシート。EP-7780 収録の同名曲と同じ。「株式会社天神」委託製作盤。
3. マギーシューズチェーンの歌 地球をノックする（発売年不明）（ERS-1261）
ソノシート。「マギーシューズ チェーンの歌」。「マギーシューズ チェーン」委託製作盤と考えられる。
4. サンフレッシュの歌（発売年不明）（SS2073）
ソノシート。「雪印サンフレッシュCMソング」。委託製作盤。
※品番はソノシートに刻印してあった物を記載した。従って、正式な品番であるかは不明でソノシートのロット番号の可能性有り。
5. 愛のからっ風（1971?）（4RS-285）
群馬県県民会館完成記念。「群馬県」委託製作盤。
6. いんたびゅう 由紀さおり（1971?）（3ER-295）
「ETP-8088『由紀さおり／この愛を永遠に』」の購入者プレゼントレコード。非売品。
7. 夜明けのスキャット・手紙（1972）（DIA-52）
「ダイヤモンド毛糸 発売50周年」。毛糸販促用（レコード）と考えられる。非売品。
8. さわやかなほほえみを（1975?）（4RS-489）
「ボウリング共同振興委員会（社団法人日本ボウリング場協会、日本ボウリング機械同業界）」委託製作盤。
9. 由紀さおりスペシャル（1976?）（PRT-8066）
13曲収録。宣伝用見本盤レコード。非売品。
10. すみれ会の歌（1979?）（4RS-883）
「はじめ会、すみれ会」委託製作盤。
11. わらび音頭（1979?）（4RS-914）
蕨市市制施行20周年記念。「蕨市」委託製作盤。
昭和54年7月3日制定
12. 幸せの行方（発売日不明）（4RS-951）
タクシンCMソング。「株式会社タクシン」委託製作盤。
13. 由紀さおり／唄・譜・歌通り（1980?）（YL-3044）
16曲収録。「銀座8丁目『博品館劇場』」にて行われた「由紀さおり／唄・譜・歌通り」コンサート関係者配布盤レコード。非売品。
14. 由紀さおり・安田祥子サイドバイサイド コンサート ライブレコーディング（1982?）（LRS-821）（+安田祥子）
13曲収録。コンサート関係者配布盤？レコード。非売品。
15. みんなのこころに（1982.07.??）（4RS-1230）
岡山県民愛唱歌。「岡山県郷土文化財団」委託製作盤。
※カセットテープ（1982.07.??）
16. 等身大の履歴書 由紀さおり（1984?）（PRT-8263）
「アルバム『今 この瞬間』ETP-90279」のプロモーション用レコード。非売品。
17. 由紀さおり艶歌を唄う（1985）（PRT-8271）
「カセット『由紀さおり演歌を歌う』ZH28-1503」のプロモーション用「宣伝用見本盤」レコード。非売品。
18. ミキ・グループソング「ミキの夢」（1989.11.??）
カセットテープ。「三基商事株式会社」委託製作。
※CD（2005.08.??)（NS-1269）
19. 早春花（1994.??.??）（KNGWA-0001）（+安田祥子）
神奈川区制施行65周年記念 神奈川区イメージソング。「神奈川区」委託製作盤。
※CDジャケット裏側に『神奈川区の木"こぶし"をテーマとしたイメージソングです』の記載あり。
※CDジャケット裏側に税込み定価（\800）が印刷されている。
20. 北都春陽（1995.??.??）（PCDSZ-1088）（+安田祥子）
北都銀行イメージソング。「北都銀行」委託製作盤。
※1995年が北都銀行の創業100周年となり、創業100周年記念で製作されたものと考えられる。
21. 木を植えて（2009.??.??）（AEON-2009）（+安田祥子）
「イオン環境財団メッセージソング」と思われる。「イオン株式会社」委託製作盤。
※CD帯に税込み定価（\700）が印刷されているので、イオンで販売されていたものと考えられる。
「両手いっぱいの歌〜anniversary 30th〜」（2016.04.06）（UPCY-7110/1）のDisk2にてCD音源化される。
22. 心のふれあい（????.??.??）（品番不明）
　第一勧業銀行愛唱歌

### みんなのうた
▲はラジオのみの再放送、△は『特集みんなのうた』での再放送。
| 放送期間                                       | 曲目                                   | 作詞              | 作曲                                | 編曲     | 映像       | 再放送 | 備考   |
| ---------------------------------------------- | -------------------------------------- | ----------------- | ----------------------------------- | -------- | ---------- | --- | ------ |
| 1971年（昭和46年）4月 - 5月                    | はるかに蝶は                           | 片岡輝            | 小川寛興                            | （なし） | 大井文雄   | 1972年（昭和47年）8月 - 9月 1975年（昭和50年）5月3日△ 2014年（平成26年）8月 - 9月▲                                                 | [ 17 ] |
| 1972年（昭和47年）12月 - 1973年（昭和48年）1月 | 博多人形に寄せて                       | 清水みのる        | 中田喜直                            | （なし） | 実写       | （なし） | [ 18 ] |
| 1973年（昭和48年）10月 - 11月                  | 島原地方の子守唄                       | 宮崎耿平 妻城良平 | 宮崎耿平                            | 岩代浩一 | 実写       | 1974年（昭和49年）8月 - 9月 1982年（昭和57年）11月23日△ 2012年（平成24年）3月16日・11月17日                                        | [ 21 ] |
| 1974年（昭和49年）6月 - 7月                    | はるかなあなた （ポ・カレカレ）        | 薩摩忠            | パワレ・トモアナ サム・フリードマン | 石丸寛   | 実写       | 1975年（昭和50年）8月 - 9月 | [ 22 ] |
| 1978年（昭和53年）2月 - 3月                    | かな かな かな                         | 榎木冨士夫        | 飯田隆                              | （なし） | 林静一     | 2010年（平成22年）10月 - 11月▲ 2012年（平成24年）3月20日 2015年（平成27年）6月 - 7月 2023年（令和5年）12月 - 2024年（令和6年）1月▲ | [ 24 ] |
| 1981年（昭和56年）8月 - 9月                    | 渥美地方の子守唄                       | 日本古謡          | 佐野量祥（採譜）                    | 近藤隆   | 実写       | （なし） |        |
| 1985年（昭和60年）6月 - 7月                    | 船をみた日に                           | 井上頌一          | みなみらんぼう                      | 石原眞治 | 実写       | 2003年（平成15年）6月 - 7月▲ | [ 25 ] |
| 1995年（平成7年）6月 - 7月                     | 赤い星 青い星 ～天文カラットの星から～ | 荒木とよひさ      | 鈴木邦彦                            | 竜崎孝路 | 西内としお | 2008年（平成20年）6月 - 7月▲ 2019年（令和元年）8月30日・9月27日                                                                    |        |

## 出演

### テレビドラマ
NHK
- 結婚（1969年、総合）
- 土曜ドラマ（総合）
  - 君はまだ歌っているか（1981年）
- 連続テレビ小説（総合）
  - チョッちゃん（1987年） - 北山みさ 役
  - ファイト（2005年） - 駒田絹子 役
- 坊っちゃん-人生損ばかりのあなたに捧ぐ‐(1994年)
- サザンスコール（1994年、総合） - 杉野紀子 役
- ハルとナツ 届かなかった手紙（2005年、総合） - 中山トキ 役
- 特集ドラマ はじまりの歌（2013年、総合） - 神谷ミキ 役
- 雪国 -SNOW COUNTRY- （2022年、BSP・BS4K） - 師匠 役
- 一橋桐子の犯罪日記（2022年、総合）- 宮崎知子 役
- 大岡越前7（2024年、BS）‐お紋 役
- 団地のふたり（2024年、BS・BSP4K） - 佐久間絢子 役
- 照子と瑠衣（2025年、BS・BSP4K) - 宇蛇川静子 役

TBS
- 24才シリーズ11　廿四才の明日（1971年）
- 土蜘蛛（1971年）
- スター誕生　栄光への道（1972年）
- はーいただいま（1972年）
- おんな家族（1974年） - すずめ 役
- マチャアキの森の石松（1975年）
- 飛べ！孫悟空(1977年) ‐ 雪女 役
- 秘密のデカちゃん（1981年） - 丘小百合婦警 役
- はまなすの花が咲いたら（1981年 - 1982年） - 芳村くら 役
- 中卒・東大一直線 もう高校はいらない!（1984年） - 磯田初子 役
- くれない族の反乱（1984年） - 河村律子 役
- (秘)タクシードライバー1（1984年）
- おやじのヒゲ（1994年） - 染香 役
- ヤマダ一家の辛抱（1999年） - 万代花代 役
- 報道ドラマ 生きろ 〜戦場に残した伝言〜（2013年） - ナレーション
- おやじの背中（2014年） - 小泉秋子 役
- 妻、小学生になる。（2022年） - 古賀礼子 役

日本テレビ
- 夫婦日記　特ダネ女房（1973年）
- ひょうたん通り（1974年）
- 九丁目、泣いて笑った交差点女の中の男一匹（1976年） - 古山夏江 役
- そっとさよなら（1979年）‐川瀬しのぶ 役
- おだいじに（1979 - 1980年） - 綾子 役
- 家族の晩餐（1984年）‐山本明美 役
- 妻たちの課外授業（1985 - 1986年） - 南友恵 役
- 妻たちの課外授業II（1986 - 1987年） - 小西友恵 役
- サボテン・ジャーニー（2004年） - 長谷川姉妹の母 役
- anego[アネゴ]（2005年） - 野田厚子 役
- ユウキ（2006年） - 米山先生 役
- おせん（2008年） - 半田千代 役
- 無言館（2022年）‐佐久間静子 役

フジテレビ
- オレンジの季節（1971年）
- 青春をつっ走れ（1972年）
- 一姫二太郎（1973年）
- 意地悪ばあさん（1981年） - 歌松烈子 役
- 名物タクシー奮闘記3～逢いたくて信州～（1982年）
- 道場破り（1982年）- 妙 役
- 変身願望（1983年）‐理代子(美容カウンセラー) 役
- あんみつ姫（1983年） - おこしの局 役
- 失われた時の流れを(1990年)‐母の声
- 貫太ですッ!（2003年） - 伊達春子 役
- 松本喜三郎一家物語 〜おじいさんの台所〜（2007年） - 山田幸子 役
- 弁護士 朝吹里矢子（2010年） - 吉村サキ 役
- ぼくの夏休み（2012年） - 青山はる菜 役
- ラヴソング（2016年） - 湯浅志津子 役

テレビ朝日
- 気になる季節（1977年）
- 遠山の金さん（1984年 - 1986年） - 舟宿「弓」の女将・お弓 役
- 子連れ狼（1989年） - あざみ 役
- 京都に死す（1992年）‐妙子 役
- ママとはじまる朝（1992年）
- 時効警察
  - （2006年） - ナレーション
  - （2007年） - ナレーション/スナック「鳩時計」のママ・鳩子 役
  - （2019年） - ナレーション
- 法医学教室の事件ファイル（2006年 - ） - 望月七海 役/由紀さおり（本人） 役

テレビ東京
- 現ナマ弁護士（2017年） - 吉川小百合 役

WOWOW
- 塀の中の美容室（2025年放送予定） - 鈴木公子[27]

MUSIC ON!TV
- 後楽園の母（2008年）

### 映画
- 愛奴（1969年5月22日公開、松竹）監督:羽仁進 - 出演は無く音楽を担当 [28]
- 恋の大冒険（1970年7月18日公開、東宝）監督:羽仁進 - ファッションモデル・柚木かおり 役 [29]
- クレオパトラ（アニメ）（1970年9月15日公開、日本ヘラルド映画）監督:手塚治虫 山本暎一 - 主題歌:「クレオパトラの涙」を歌唱 [30]
- こちら葛飾区亀有公園前派出所（1977年12月24日公開、東映）監督:山口和彦 主演:松せんだみつお - 愛子 役 [31]
- 家族ゲーム（1983年6月4日公開、ATG）監督:森田芳光 主演:松田優作 - 沼田千賀子 役 [32]
- 早春物語（1985年9月14日公開、東宝）監督:澤井信一郎 主演:原田知世 - 大宅敬子 役 [33]
- 怪盗ジゴマ 音楽篇（アニメ）（1988年11月12日公開、東宝）監督:和田誠 - （声の出演） [34]
- のぞみウィッチィズ（1990年3月17日公開、松竹）監督:関本郁夫 - 司葉遼太郎の母 役 [35]
- ドラえもん のび太の太陽王伝説（2000年3月4日公開、東宝）監督:芝山努 - エンディングテーマ「この星のどこかで」を由紀さおり・安田祥子で歌唱 [36]
- 模倣犯（2002年6月8日公開、東宝）監督:森田芳光 - 栗橋寿美子 役 [37]
- オペレッタ狸御殿（2005年5月28日公開、日本ヘラルド/松竹）監督:鈴木清順 主演:チャン・ツィイー - びるぜん婆々 役 [38]
- 青いうた〜のど自慢 青春編〜（2006年5月13日公開、シネカノン）監督:金田敬 - 由紀さおり（本人） 役 [39]
- 魂萌え!（2007年1月27日公開、シネカノン）監督:阪本順治 - 江守和世 役 [40]
- 歓喜の歌（2008年2月2日公開、シネカノン）監督:松岡錠司 - 松尾みすず 役 [41]
- まぼろしの邪馬台国（2008年11月1日公開、東映）監督:堤幸彦 - 旅館女将・克江 役 [42]
- プライド（2009年1月17日公開、ヘキサゴン・ピクチャーズ/シナジー）監督:金子修介 - 山本教授 役 [43]
- 山形スクリーム（2009年8月1日公開、ギャガ・コミュニケーションズ）監督:竹中直人 - 与藻須賀トメコ 役 [44]
- カルテット!（2012年1月7日公開、松竹）監督:三村順一 - 柳川陽子 役 [45]
- 大奥〜永遠〜［右衛門佐・綱吉篇］（2012年12月22日公開、松竹/アスミック・エース）監督:金子文紀 - 水無瀬権中納言氏信 役 [46]
- くじけないで（2013年11月16日公開、松竹）監督:深川栄洋 - 主題歌:「わたしのうた」を歌唱 [47]
- くるみ割り人形（アニメ）（2014年11月29日公開、アスミック・エース）監督:増田セバスチャン - 婆や 役（声の出演） [48]
- ローカル路線バス乗り継ぎの旅 THE MOVIE（2016年2月13日公開、アスミック・エース）監督:増田セバスチャン - 主題歌:「人生という旅」を歌唱 [49]
- この道（2019年1月11日公開、HIGH BROW CINEMA）監督:佐々部清 - 女性歌手 役 [50]
- ブルーヘブンを君に（2021年6月11日公開、ブロードメディア・スタジオ ）監督:秦建日子 - 主演・鷺坂冬子 役 [51]

### テレビアニメ
- ドラえもん（2012年6月15日放送「キャンディーなめて歌手になろう」【ジャイアンの声】）

### バラエティー番組
- おかあさんといっしょ（1960年 - 1965年、NHK総合） - 『いいものつくろ』のコーナーのお姉さん
- 8時だョ!全員集合（1969年 - 1985年、TBS） - 常連ゲスト（歴代ゲスト出演回数ベスト10入りを果たし、最終回へも出演している）
- 歌のグランドステージ（1971年‐1972年、NHK）‐司会
- ゴールデン歌謡速報（1972年 - 1973年、フジテレビ） - 司会
- あの曲・この人・半世紀（1974年度、NHK総合・ラジオ第1） - 司会
- 歌だ!飛び出せ2万キロ（フジテレビ）
- バラエティー・ゆかいな仲間（1975年、NHK）‐司会
- ドリフ大爆笑（1978年 - 1983年、フジテレビ） - 常連ゲスト。78年から83年まではレギュラーで出演。
- お笑いオンステージ（NHK総合）
- 今日もワクワク（1985年 - 1986年、日本テレビ） - 司会
- おもしろサンデー（1982年 - 1992年、よみうりテレビ） - 司会
- クイズ!!ひらめきパスワード（1989年 - 1990年、毎日放送） - 4代目女性キャプテン
- あの曲この人(1996年‐1997年、テレビ朝日)‐司会
- コメディーお江戸でござる（1995年 - 2004年、NHK総合）
- コメディー道中でござる（2004年 - 2006年、NHK総合）
- 大阪ほんわかテレビ（2015年4月 - 2020年12月18日、読売テレビ） - さおりママ・スナック「夜明け」の主人
- 由紀さおりの素敵な音楽館（2016年4月4日 - 2018年9月21日、BS-TBS） - 司会
- LIVE ON!うた好き☆ショータイム（2018年10月4日 - 2019年10月6日、BS-TBS） - 司会
- うた恋！音楽会(BS₋TBS)‐司会

### CM
- ミツワ石鹸（1958年）
- 資生堂 CELIZ（1988年）原田知世と共演
- コレクション’89「クリスマスの朝」(1989年)　安達祐実と共演
- サントリー 烏龍茶「夢の水辺」(1992年)‐語り
- サントリー 白角（1994年）鹿賀丈史、堤真一と共演。
- それいけ！ローソン通り物語’95（1995年）‐母 役
- 松下電器 パットル（1997年）
- FUJITSU FMV「ミステリー映画」篇（2001年）木村拓哉と共演
- 大塚食品 ボンカレー（2003年）阿部寛と共演。
- ありあけ ありあけのハーバー （2012年）
- ライオン「バファリンEX」（2016年） - 祖母 役 [52]

### ラジオ
- あなたとご一緒 由紀さおりです(1971年頃)
- 由紀さおりのクリア・サウンド（TBSラジオ）
- 土曜の夜は井上順（ニッポン放送、1972年頃）
- 由紀さおり 男のポケット（文化放送、1984年）
- トワイライトミュージック(文化放送、1985年頃)
- 由紀さおり・ハートフルソングブック（かしわプロダクション制作）
- 由紀さおりのハッピーモーニング
- 由紀さおり 笑顔のなかで（TBSラジオ、2012年4月8日 - 2014年9月28日）
- 由紀さおり 音楽の宝石箱（NACK5、2015年10月 - [注 5]）
- アートドラマ　美女と巨匠 「ヘンリー・マンシーニ」（NHKラジオ第1、2016年9月22日）[53]

### 舞台
- 由紀さおり 特別公演（2017年1月、明治座） - 第1部『あなたがいれば』勢津 役 / 第2部『由紀灯りの歌たちよ』[54]

### 読み聞かせ絵本
由紀さおり安田祥子姉妹の読み聞かせ絵本シリーズ
- 一休さん
- イソップ物語
- おおかみと七ひきのこやぎ
- 三びきのこぶた
- シンデレラ
- ピーターパン
- ふしぎの国のアリス
- ゆきの女王